# Pierantonio Costa
Pierantonio Costa (Venezia, 7 maggio 1939 – Germania, 1º gennaio 2021) è stato un diplomatico e imprenditore italiano, salvatore di molte vite durante il genocidio del Ruanda.

## Biografia

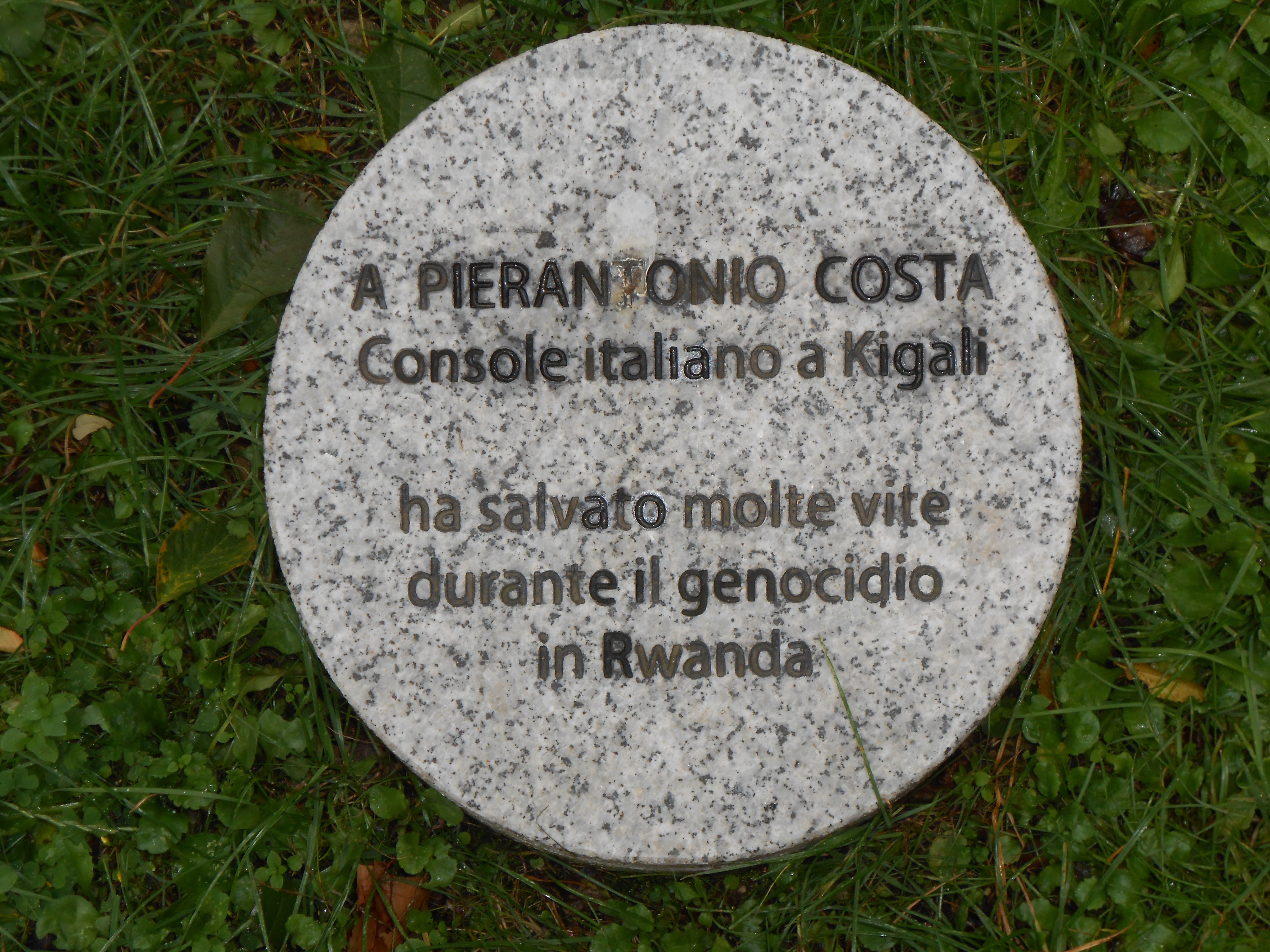
Cippo in onore di Pierantonio Costa nel Giardino dei Giusti di tutto il mondo (Milano)

Nato nel 1939 nella frazione veneziana di Mestre, quinto di sette figli, crebbe nella Repubblica Democratica del Congo dov'era emigrato suo padre.
La sua prima esperienza in guerra si svolse nel 1960 a Bukavu, dove trasportò con successo gruppi di rifugiati congolesi attraverso il Lago Kivu. Dopo l'esplosione della rivolta mulelista, si trasferì nel vicino Ruanda, dove visse sino al 1994. Successivamente visse tra Kigali e Bruxelles.
Durante il genocidio del Ruanda, Pierantonio Costa era il console onorario della Repubblica Italiana a Kigali. Dal 6 aprile al 21 luglio 1994, Costa salvò prima alcuni italiani ed occidentali, poi si spostò in una proprietà del fratello in Burundi e di là lavorò incessantemente nel tentativo di salvare persone in pericolo in tutto il Ruanda, anche entrando nel territorio ruandese per organizzare convogli di salvataggio. A questo scopo usò il proprio ruolo, la propria rete di conoscenze ed amicizie e anche il proprio denaro (più di 3 milioni di dollari) per ottenere permessi di espatrio per chi gli chiedeva aiuto, in alcune occasioni anche corrompendo a fin di bene delle persone.
Al termine del genocidio aveva salvato circa 2000 persone, tra cui 375 bambini.
Ottenne la medaglia d'oro al valor civile dal Governo italiano ed una simile decorazione dalle autorità belghe. Nel 2008 gli è stato dedicato un alberello nel Giardino dei Giusti del Mondo di Padova e nel 2009 un cippo nel Giardino dei Giusti di tutto il mondo di Milano.
Così ha descritto le proprie azioni: “Tra tanta violenza e tante sofferenze ho solo fatto quello che dovevo fare. È tutto”.
La sua storia è stata raccontata dal giornalista Luciano Scalettari, che ha dichiarato: ”Secondo me è un giusto, nel senso che gli ebrei attribuiscono al termine”. Pierantonio Costa ha risposto: ”Ho solo risposto alla voce della mia coscienza. Quando bisogna fare qualcosa, semplicemente lo si fa”.
Muore il 1º gennaio 2021 a 81 anni in Germania. È sepolto a Montebello Vicentino, paese d'origine del padre Pietro Giuseppe.

## Filmografia
- La lista del console, film documentario diretto da Alessandro Rocca, RAI Cinema - SGI Torino, 52 min., 2009.